# Landschaftsschutzgebiet Wacholderhain Kloster Bardel
Das Landschaftsschutzgebiet Wacholderhain Kloster Bardel liegt nordwestlich vom Kloster Bardel im Stadtgebiet von Bad Bentheim im Landkreis Grafschaft Bentheim, im westlichen Teil Niedersachsens. Das Landschaftsschutzgebiet (LSG) wurde im Mai 1989 in einer Größe von 10 ha vom Landkreis ausgewiesen. Im Westen geht das LSG bis an die Grenze zu den Niederlanden.

## Beschreibung
Beim LSG handelt es sich um einen lichten Kiefern- und Wacholderbestand in einem welligen Dünengelände. Im Wacholderhain stehen zwei historische Altäre, die Mönche des Franziskanerklosters St. Antonius einst erbauten.

## Naturschutzmaßnahmen
Im Jahr 2015 pachtete die Naturschutzstiftung Grafschaft Bentheim das Landschaftsschutzgebiet Wacholderhain Kloster Bardel langfristig von dem Besitzer der Schulstiftung des Bistums Osnabrück. Im Oktober 2015 startete die Umsetzung von Maßnahmen zum Erhalt und zur Steigerung der biologischen Vielfalt im Wacholderhain. Insbesondere begannen Arbeiten die Spätblühende Traubenkirsche, auch Späte Traubenkirsche oder Amerikanische Traubenkirsche genannt, im LSG zu beseitigen. Die Spätblühende Traubenkirsche, eine problematische Neophytart aus Nordamerika, überwucherte Wacholdersträucher im Landschaftsschutzgebiet und brachte diese zum Absterben. Auf fast 5 ha Fläche wurde sie samt Wurzelwerk gerodet und der nährstoffreiche Oberboden mit dem Bagger entfernt. Die Wacholder bekamen so wieder Licht und auf dem Sandboden der Binnendünen konnte sich erneut Heide entwickeln. Die Heideflächen werden seit 2016 mit Bentheimer Landschafen, einer Lokalrasse der Grafschaft Bentheim, und Ziegen des Tierpark Nordhorn beweidet. Durch die Beweidung wird die Wiederausbreitung der Traubenkirsche verhindert.
Auch angrenzende Flächen, welche mit angepachtet wurden, hat die Naturschutzstiftung Grafschaft Bentheim naturschutzfachlich optimiert. Es wurden Wallhecken, Blühstreifen und ein Schulwald angelegt. Bei Einschulungen, zum Abitur und bei anderen feierlichen Anlässen können die Schüler ihre eigenen Erinnerungsbäume im Schulwald pflanzen.
2015 wurden die 2. Bardeler Wacholderpflegetag durchgeführt. Insgesamt 170 Schülerinnen und Schüler sowie Lehrer und Eltern nahmen daran teil.
Die Arbeiten werden außer von der Naturschutzstiftung Grafschaft Bentheim auch von der Heinz Sielmann Stiftung und der Feinbrennerei Sasse finanziell unterstützt.